# Tierradentro
Tierradentro è un parco archeologico che si trova nel dipartimento colombiano di Cauca. Qui vennero scavate numerose tombe fra il VI e il X secolo, con decorazioni simili a quelle che si trovavano all'interno delle abitazioni dello stesso periodo.
Si tratta di uno dei più importanti siti archeologici di età precolombiana, situato nel nord delle Ande e dichiarato Patrimonio dell'umanità dell'UNESCO nel 1995.